# Manpura Islands
Manpura Islands är öar i Bangladesh.   De ligger i provinsen Barisal, i den sydöstra delen av landet, 170 km söder om huvudstaden Dhaka. Arean är 373 kvadratkilometer.
Terrängen på Manpura Islands är mycket platt. Öns högsta punkt är 21 meter över havet.
Runt Manpura Islands är det tätbefolkat, med 881 invånare per kvadratkilometer.